# Tetrastigma jinxiuense
Tetrastigma jinxiuense är en vinväxtart som beskrevs av Chao Luang Li. Tetrastigma jinxiuense ingår i släktet Tetrastigma och familjen vinväxter. Inga underarter finns listade i Catalogue of Life.